# Musique alternative
Une musique alternative est une musique qui s’affranchit de tout type d’appartenance de style, de forme de jeu, de famille musicale, de règles à respecter. Elle s’invente avec ses propres critères de composition, de réalisation ou de diffusion. On retrouve dans la musique alternative, de nombreuses influences musicales, sans pour autant que celle-ci s'enferme dans des codes spécifiques de genre. La notion d'alternative réside également dans l'idée d'une certaine liberté face aux systèmes industriels existants. On peut donc dire qu'il n'existe pas une seule forme de musique alternative, mais que celle-ci est forcément inclassable, ouverte et plurielle.